# Matt Harrison
Matthew Reid Harrison (ur. 16 września 1985) – amerykański baseballista, który występował na pozycji miotacza.

## Przebieg kariery
Po ukończeniu szkoły średniej miał zamiar podjąć studia na North Carolina State University, jednak w czerwcu 2003, po wyborze w trzeciej rundzie draftu przez Atlanta Braves, zdecydował się podpisać kontrakt z organizacją tego klubu. Zawodową karierę rozpoczął od występów w GCL Braves (poziom Rookie), następnie w 2004 grał w Danville Braves (Rookie). W latach 2006–2007 występował w Myrthle Beach Pelicans (Class A) i Mississippi Braves (Double-A). Pod koniec lipca 2007 w ramach wymiany zawodników przeszedł do Texas Rangers i początkowo grał w niższych ligach, we Frisco RoughRiders (Double-A) i Oklahoma City RedHawks (Triple-A). 18 maja 2008 jako zawodnik RoughRiders zaliczył drugiego w historii klubu no-hittera w meczu przeciwko San Antonio Missions.
8 lipca 2008 zadebiutował w Major League Baseball w meczu z Los Angeles Angels of Anaheim, w którym rozegrał 7 zmian, zaliczył 1 strikeout, oddał 5 uderzeń, 2 runy, bazę za darmo i zanotował zwycięstwo. W czerwcu 2012 w sześciu startach uzyskał bilans W-L 5–0 przy wskaźniku ERA 1,29 i został wybrany najlepszym miotaczem miesiąca w American League. W 2012 po raz pierwszy w karierze był w składzie AL-Star Team, a w głosowaniu do nagrody Cy Young Award zajął 8. miejsce. Ze względu na kontuzję pleców, którą odniósł na początku kwietnia 2013 i trzy operacje w ciągu dwóch lat, Harrison w latach 2013–2015 wystąpił w zaledwie dziewięciu meczach.
W lipcu 2015 w ramach wymiany zawodników przeszedł do Philadelphia Phillies, jednak z powodu kontuzji nie wystąpił w żadnym spotkaniu.

## Nagrody i wyróżnienia
| Nagroda/wyróżnienie | Lata | Źródło |
| All-Star            | 2012 | [ 3 ]  |